# 사로병진책

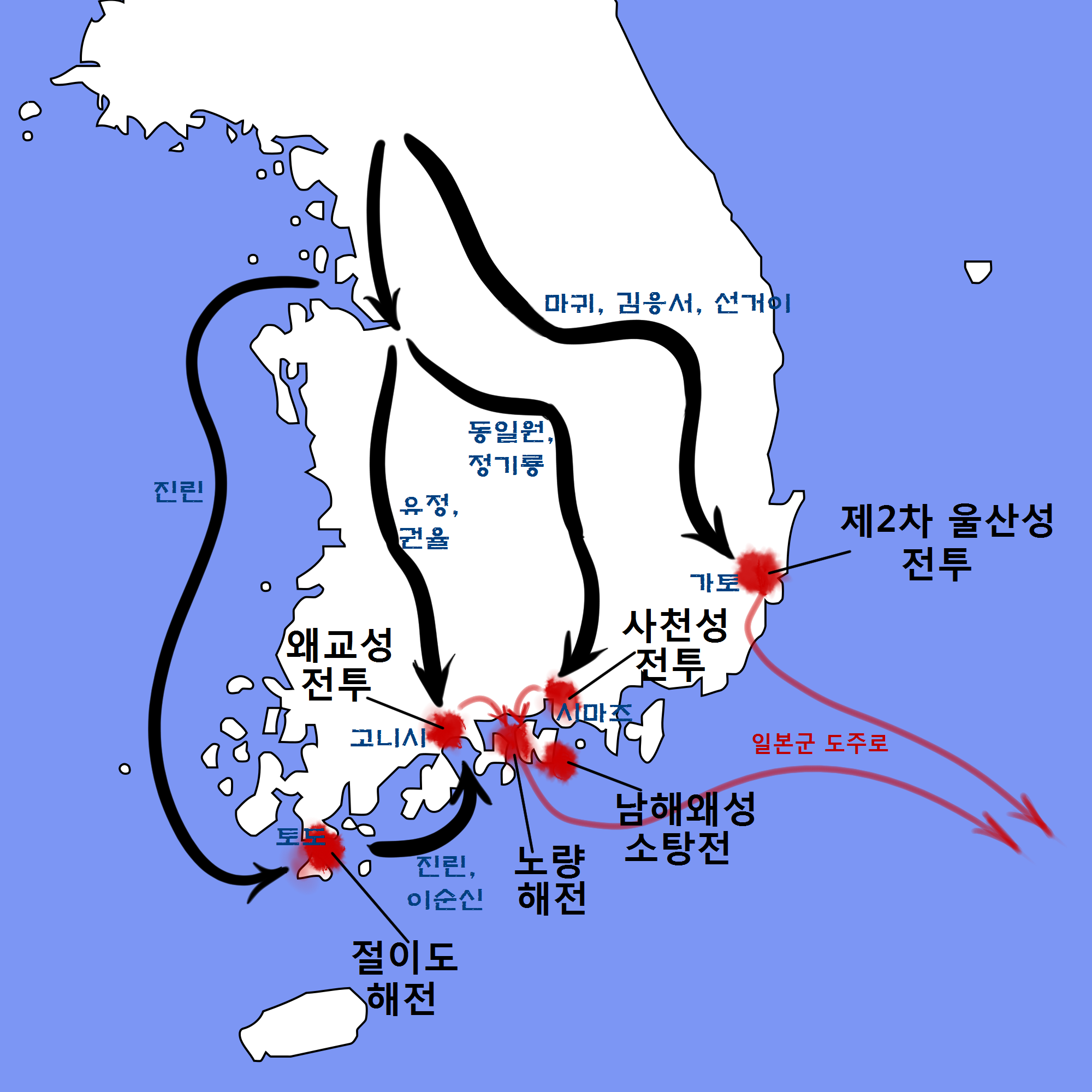

사로병진책(四路竝進策)은 정유재란 말기인 1598년 명군의 최선임자이던 병부상서 총독군무 형개가 입안한 공세 대전략이다. 이후 1598년의 나머지 정유재란 전투들은 모두 이 전략의 연장선상에 있다.
사로병진책은 육군을 전라도 방면의 서로, 경상우도 방면의 중로, 경상좌도 방면의 동로 세 갈래로 나누고 여기에 해군이 맡은 수로를 더하여 네 갈래로 총공격을 가하는 것을 그 목적으로 했다. 편성은 대략 다음과 같았다.

## 사로군
동로군
총병관 마귀
한성에서 출발, 충주와 안동을 거쳐 경주에서 조선군의 선거이와 합류하여 울산의 가토 기요마사를 친다(제2차 울산성 전투)
중로군
제독 동일원
한성에서 출발, 청주와 상주를 거쳐 성주에서 남하, 사천의 시마즈 요시히로를 친다(사천성 전투)
서로군
제독 유정
한성에서 출발, 공주를 거쳐 전주에서 조선군의 권율과 합류하여 순천의 고니시 유키나가를 친다(왜교성 전투)
수로군
도독 진린, 등자룡
충청도에서 출발, 전라도 남해안에서 이순신과 합류하여 배후에서 육군을 지원한다.
사로병진책은 성공만 했다면 남해안의 왜성들에 웅거하고 있는 일본군을 모조리 쓸어버릴 수 있었다. 그러나 동로군의 울산성 전투는 승리 직전까지 갔으나 결국 패배했고, 사천성 전투 역시 패배했다. 그리고 왜교성 전투의 경우 서로군과 수로군의 손발이 맞지 않아 조명연합군은 3천여 명의 사상자가 발생하는 큰 피해를 입었으며 황세득 등 장교들까지 일부 전사하며 실패하고 만다. 그리고 최종 결전인 노량해전에서 시마즈군을 궤멸시켰으나 나머지 일본군은 탈출에 성공했으며, 조선 해군 사령관인 통제사 이순신이 전사하였다.
사로병진이 마무리된 이후 남해도의 일본군을 공격(남해왜성 소탕전)함으로써 정유재란은 끝난다.